# Выборг (газета)
«Вы́борг» — еженедельная газета на русском языке. Распространяется в Выборгском районе  Ленинградской области. Основана в 1940 году.

## История
Старейшая из издаваемых в Выборге газет. Первый номер вышел 6 октября 1940 года, после перехода города в состав СССР по итогам Советско-финляндской войны (1939—1940).
В 1940—41 и в 1944 годах Выборг входил в состав Карело-Финской ССР, в которой финский и русский языки имели статус официальных. Поэтому употреблялись как русский вариант названия города (Выборг), так и финский (Виипури), и печатный орган городского и районного комитетов ВКП(б) получил название «Виипурский большевик».
После передачи Выборга в 1944 году в состав Ленинградской области газета, издание которой было прервано в 1941 году из-за начала Великой Отечественной войны (последний номер вышел 20 августа), возобновилось. С 11 мая 1945 года газета стала выходить под названием «Выборгский большевик». Главной новостью номера газеты, вышедшей 11 мая под новым названием, стала победа в Великой Отечественной войне. Вслед за переименованием ВКП(б) в КПСС с начала 1953 года сменила название на «Выборгский коммунист» и местная газета.
В советский период газета была проводником официальной идеологии и партийных установок. Тематика газетных публикаций, охватывающая традиционные для местной прессы общественно-политические, экономические и культурные новости города и района, всегда отражала и обратную связь через письма читателей и статьи внештатных корреспондентов.
В 1990 году газета получила своё нынешнее название и прошла перерегистрацию. Периодичность и тираж издания со временем менялись. В настоящее время выходит по пятницам со средним тиражом в 5000 экземпляров. Газета «Выборг» продаётся в книжных магазинах и киосках, а также распространяется еженедельно по подписке.

## Награды
- «За лучшую публикацию в печатном СМИ Ленинградской области» (Газета «Выборг», цикл материалов «Монрепо: Вчера. Сегодня. Завтра». 2018)[3]
- «За лучший медиапроект Ленинградской области» (Газета «Выборг», проект «Фермерство как образ жизни». 2022)[4].